# Colina
|  | Per a altres significats, vegeu «Colina (Madrid)». |

La colina és un nutrient essencial soluble en aigua. Normalment s'agrupa amb el complex de la vitamina B. Colina generalment fa referència a diverses sals d'amoni quaternari que contenen el catió N,N,N-trimetiletanolamoni.
El catió apareix en la capçalera de dues classes de fosfolípids (fosfatidilcolina i esfingomielina) que són abundants en les membranes cel·lulars. També passa a ser el neurotransmissor acetilcolina.

## Història
La colina va ser descoberta per Adolph Strecker el 1864 i sintetitzada químicament el 1866. El 1998 va ser classificada com a nutrient essencial per l'Institut de Medicina dels Estats Units.

## Química
La colina és un amoni quaternari, una amina químicament saturada amb la fórmula química (CH₃)₃N+CH₂CH₂OHX−,

### Hidròxid de colina
L'hidròxid de colina és una base orgànica forta que és un catalitzador de fase que transporta hidròxid als sistemes orgànics. Es fa servir com mètode econòmic en plaques de circuits (circuit board) amb fotoresistències.

## Paper en humans

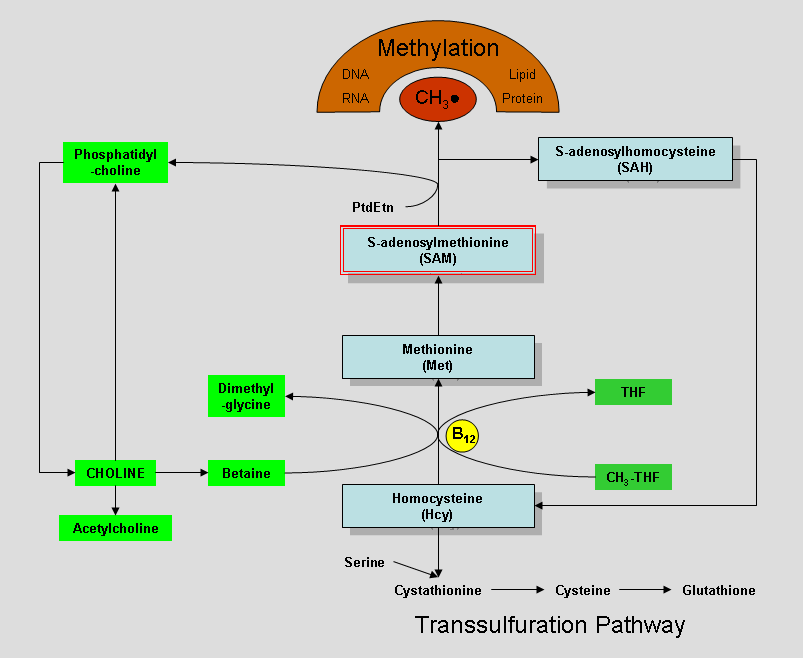
Metabolisme de la colina (la colina és la caixa verda a l'esquerra, segona des de sota)

La colina i els seus metabòlits es necessiten per tres mecanismes fisiològics: la integritat estructural i el senyalament cel·lular de la membrana cel·lular, síntesi de proteïnes i neurotransmissió i font principal de grups metil que participen en la síntesi de S-adenosilmetionina.
Les persones que per malaltia genètica no poden descompondre la trimetilamina (de la qual la colina és un precursor) pateixen la trimetilaminuria.

## Imatges

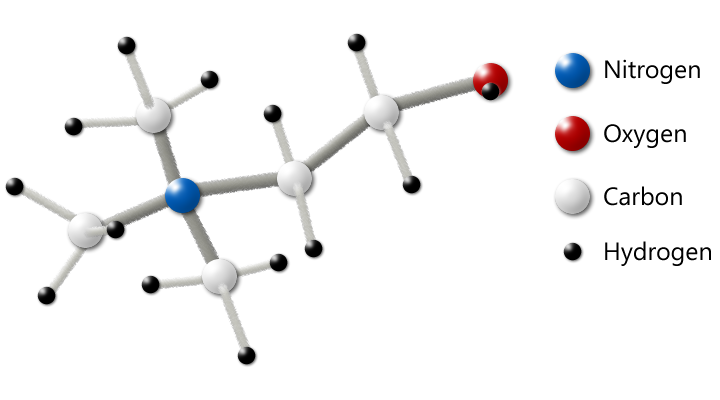
Colina (C5H14NO+)
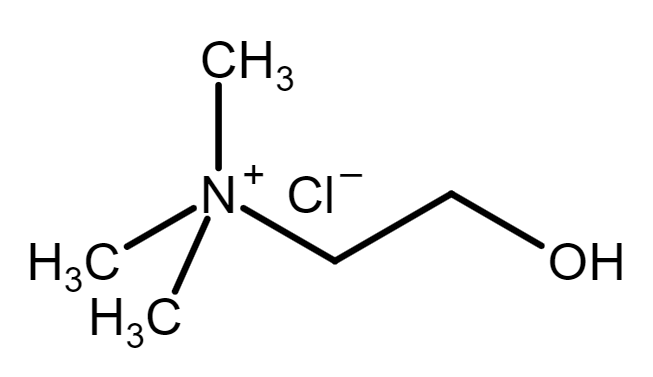
Clorur de colina
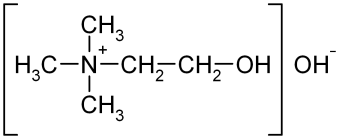
Hidròxid de colina